# Jajce
Jajce (v srbské cyrilici Јајце) je město v Bosně a Hercegovině. Leží na předělu rovinaté a hornaté části země, administrativně ve Federaci Bosny a Hercegoviny, přesněji ve Středobosenském kantonu. Je umístěno na soutoku řek Pliva a Vrbas. V roce 2013 v něm žilo dle údajů bosenského sčítání lidu 8 087 obyvatel.
Město je známé zejména díky vodopádům, které se nacházejí přímo v jeho centru; tvoří je řeka Pliva, která se vlévá do Vrbasu. Nad centrem města se vypínají ruiny hradu, dochovala se i část středověkého opevnění.

## Historie
První písemná zmínka o městu Jajce pochází z roku 1396. Již tehdy zde existoval hrad, město navíc bylo obehnáno hradbami. Vzniklo na strategickém místě, kde se setkávaly staré obchodní cesty, vedené údolími obou řek. Po nějakou dobu bylo hlavním městem středověkého bosenského státu,[zdroj?] pevnost s fortifikačním systémem odolávaly poměrně dlouhou dobu řadám nájezdníků, kteří v předtureckých dobách měli zájem na získání Jajce. O stavební rozvoj města na přelomu 14. a 15. století se zasloužil nejspíše tehdejší regionální vládce, Hrvoje Vukčić Hrvatinić. Město bylo připomínáno i v letech 1404 a 1411. V té době město získalo svůj název (který v bosenštině znamená vejce), nejspíše podle vrcholu, který svým tvarem slepičí vejce připomínal. Ve městě sídlil poslední bosenský panovník, Štěpán Tomašević.
V roce 1463 během expanze Osmanské říše na Balkán Turci úspěšně Jajce dobyli. Dokázali jej udržet však pouhý rok, než jej získal uherský král Matyáš Korvín. Uhři se město pokoušeli před Turky udržet, dařilo se jim po několik desítek let jejich výpady odrážet. V roce 1501 se uskutečnil největší turecký útok, v roce 1527 se město dostalo pod nadvládu již definitivně. Vzhledem k postupu Osmanů směrem na sever do Uher město velmi rychle ztratilo svůj původní význam. Regionální centrum se přesunulo nejprve do Bihaće a poté do Karlovace v dnešním Chorvatsku. Podle tureckého cestopisce Evlije Čelebiho, který procestoval celou tehdejší Osmanskou říši, bylo město dobyto lstí; Turci vtrhli branami zrovna v chvíli, když se místní křesťané modlili.
Dále také ve svém cestopisu z konce 16. století uváděl, že město má tisíc domů, a to jak přízemních, tak i patrových, většinou v dobrém stavu. Obchodů pak napočítal na několik desítek. Ulice byly většinou úzké, žádné široké třídy se v té době ve městě nenacházely. Hlavní obchodní třída se táhla od travnické až po banjaluckou bránu, ve spodní části města. V okolí Jajce, sevřeného kaňony řek, se také nacházely četné vinohrady. Na vrcholu kopce, na jehož úpatí se Jajce rozkládá, se nachází citadela, která byla v začátcích osmanské vlády ve značně zuboženém stavu; sídlil zde ovšem správce města (dizdar).
Místní sulejman-hanova mešita, kterou také autor zmínil, byla zbudována na místě zničeného kostela. K ní později přibyla náboženská škola (medresa), hamam a mekteb.

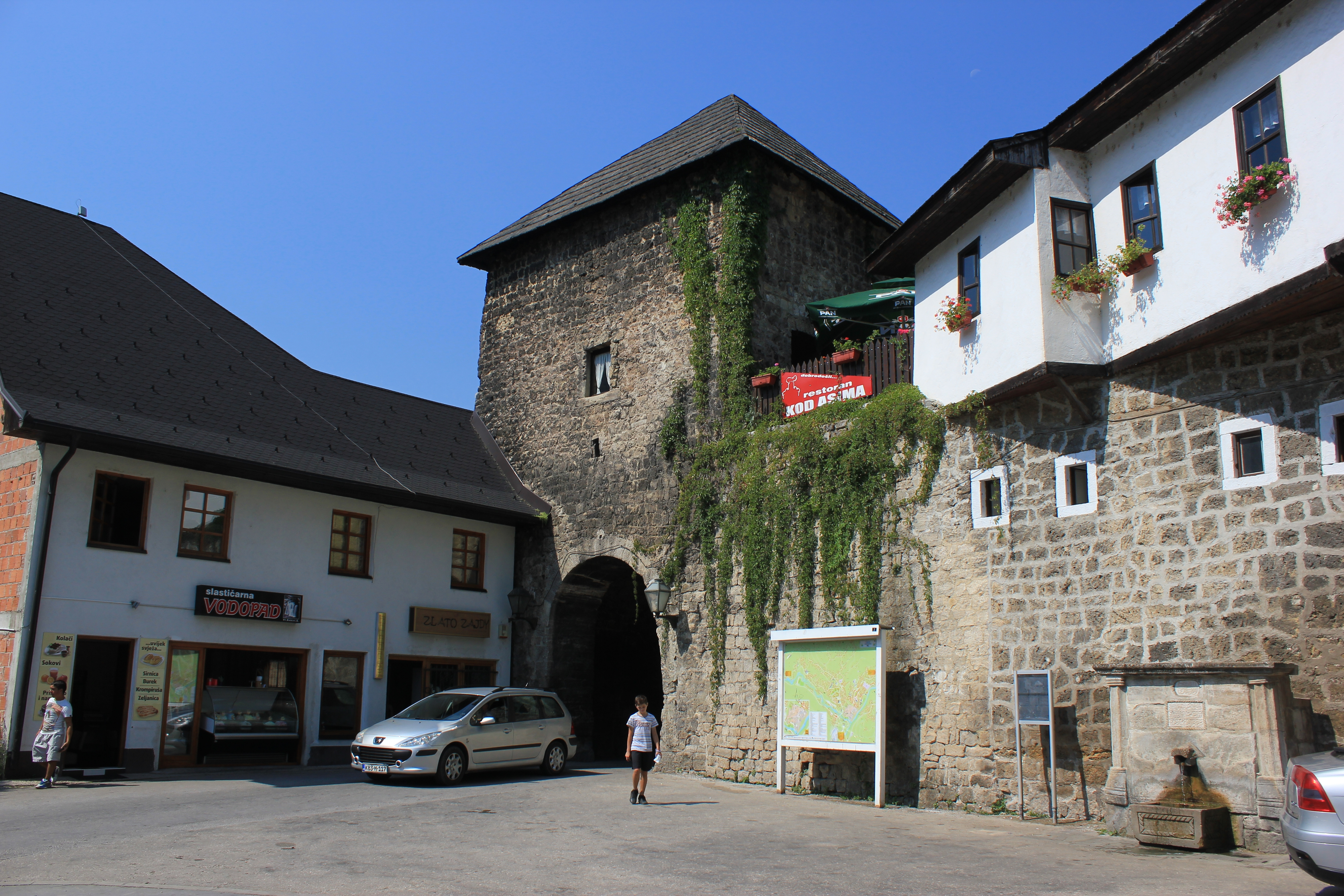
Travnická brána v historickém středu města

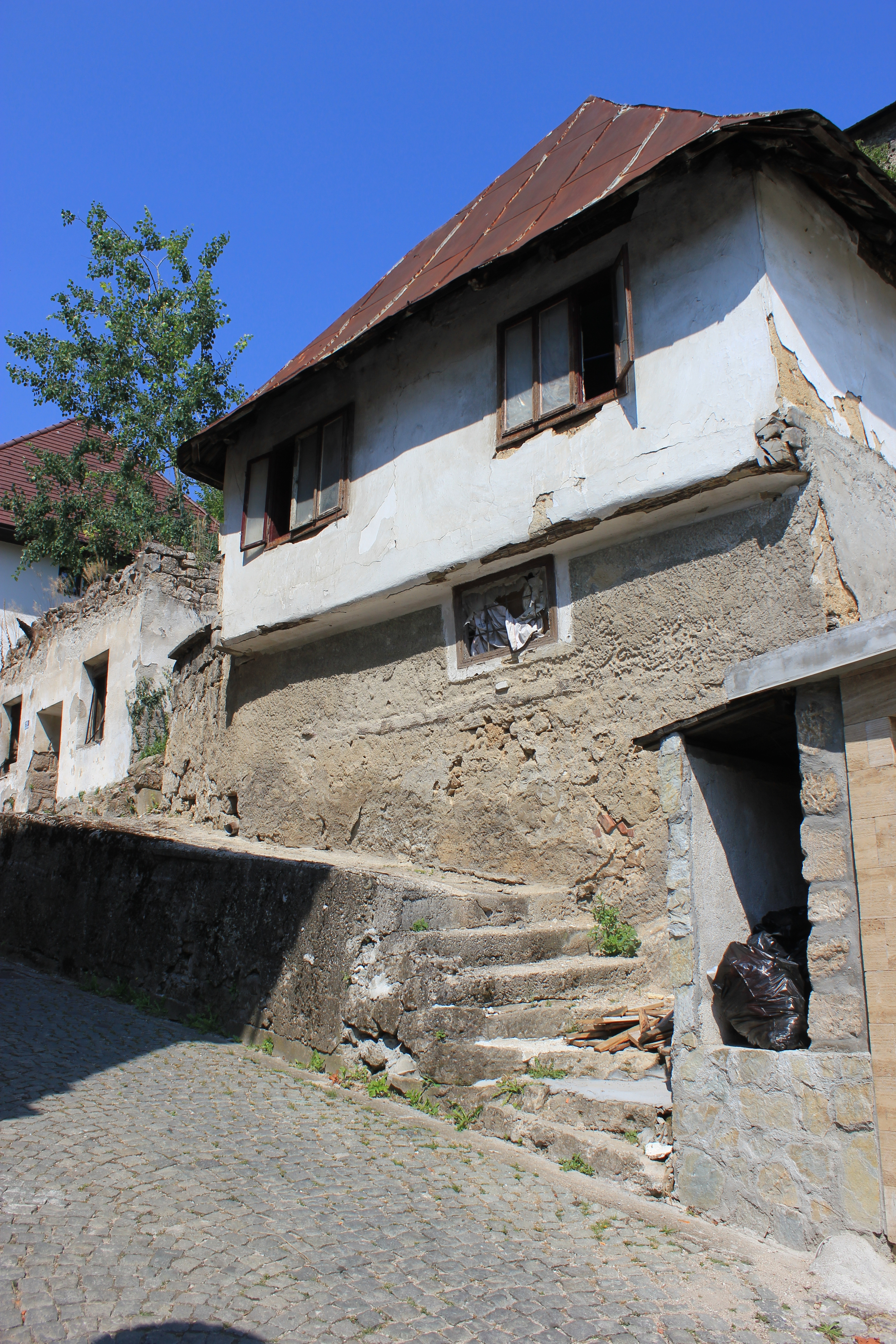
Starý dům v centru města

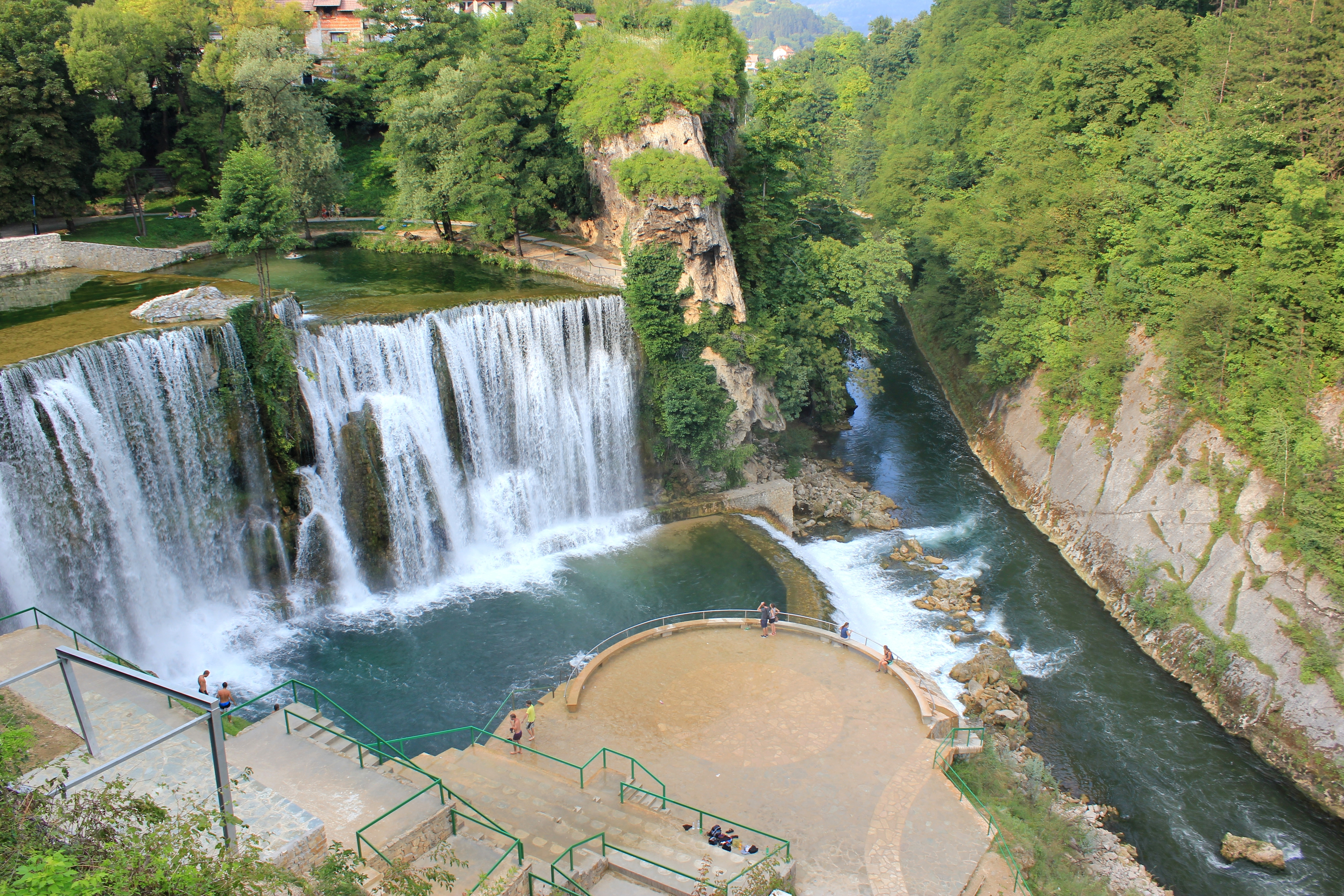
Vodopád na řece Plivě

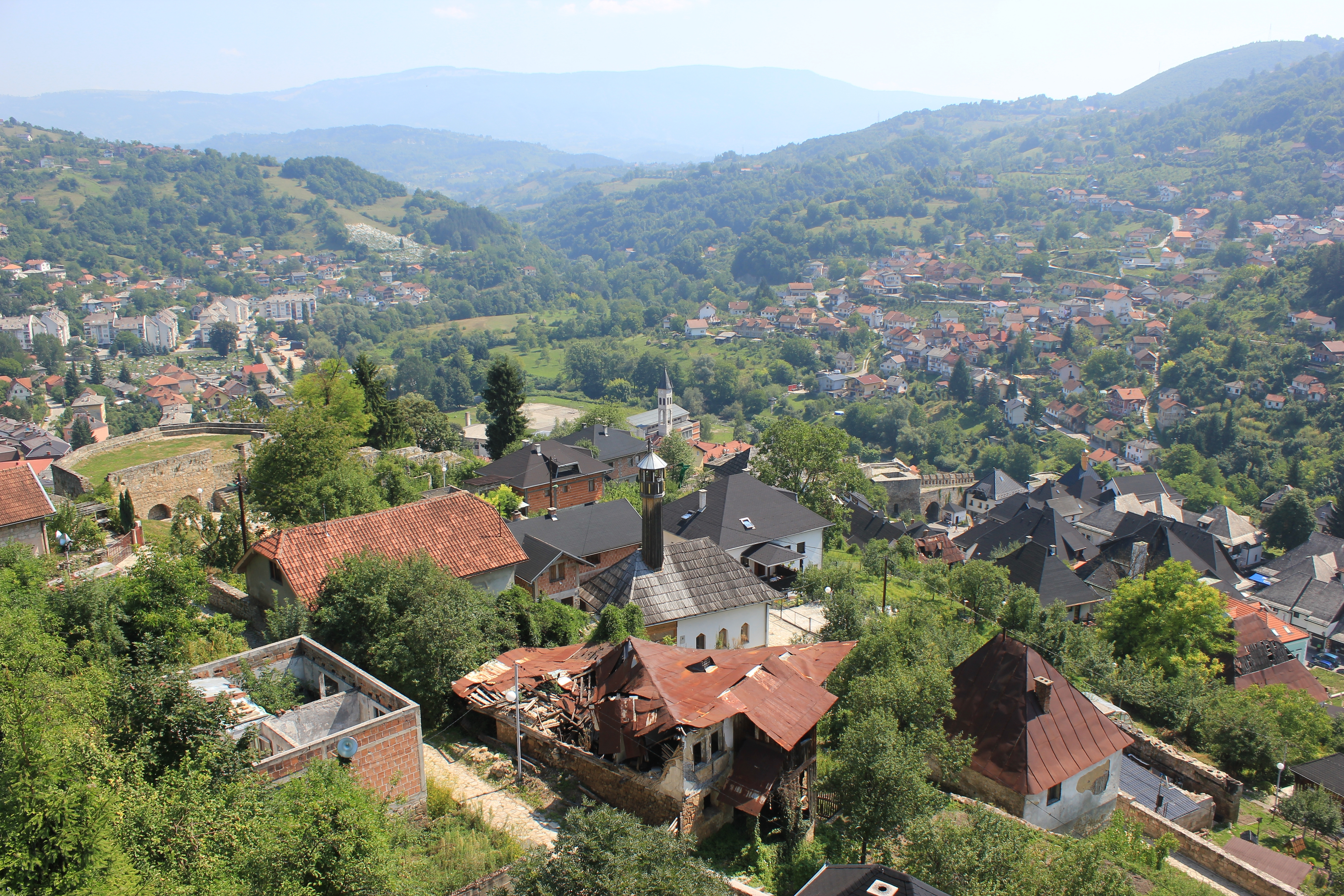
Pohled na město z pevnosti

V letech 1731, 1783, 1796 a 1814 Jajce opakovaně zasáhly epidemie moru, v letech 1527, 1586 a 1658 město vyhořelo. Požár se odehrál i v první polovině 19. století, vznikl nepozorností přítomných albánských vojáků, kteří zde byli na několik let umístěni.
V roce 1878 po Berlínském kongresu připadla Bosna a Hercegovina do správy Rakousko-Uhersku. V Jajce tak, stejně jako ve zbytku Bosny, odstartovaly modernizační procesy, které jej přiblížili řadě evropských měst. Roku 1895 byla do města například zavedena úzkorozchodná železnice, která zůstala v provozu až do roku 1975. Rozvíjena byla také těžba dřeva a vybudovány byly některé průmyslové podniky. Město získalo veřejné osvětlení, osvětlen byl i ikonický vodopád. Postaveno bylo také gymnázium a hotel. V roce 1910 mělo Jajce 4366 obyvatel.
Během existence meziválečné Jugoslávie bylo město součástí tzv. Vrbaské bánoviny, které zahrnovala značnou část současné Bosny.
V předvečer druhé světové války na území rozpadajícího se Království Jugoslávie bylo město připojeno k nezávislému státu Chorvatsko (NDH). Po německé okupaci Balkánu a rozdělení Jugoslávie se v blízkosti města nacházela dělicí linie mezi italským a německým vojenským vlivem. V letech 1942 a 1943 probíhaly o město poměrně urputné boje mezi jugoslávskými partyzány a chorvatskými fašisty. Partyzáni město osvobodili již v srpnu 1942, poté znovu na konci září a listopadu téhož roku. Dne 29. listopadu roku 1943 se v Jajce uskutečnilo tzv. druhé zasedání Antifašistické rady národního osvobození Jugoslávie (AVNOJ) za účasti budoucího prezidenta Josipa Tita a dalších čelných představitelů partyzánského vojska. To ustanovilo, že po osvobození bude Jugoslávie federativní stát a návrat královské rodiny bude otázkou, kterou bude nezbytné řešit po ukončení konfliktu. V dobách existence SFRJ se díky tomu stalo Jajce populární turistickou destinací a bylo často připomínáno v rámci glorifikace partyzánského boje tehdejší komunistickou vládou země. V rámci industrializace Bosny a Hercegoviny zde vznikly četné průmyslové závody, byť dopravní spojení Jajce se zbytkem Jugoslávie bylo problematické. Plánována byla také výstavba vodní elektrárny na řece Plivě.
Po skončení války bylo město modernizováno; vybudovány nové silnice a pod historickým centrem města byl proražen silniční tunel.
Před vypuknutím války v Bosně a Hercegovině v 90. letech 20. století bylo město víceméně národnostně smíšené, jednotlivé národnosti byly nicméně zastoupeny relativně více v okrajových částech města. Po roce 1995 bylo na základě Daytonské dohody město přičleněno k Federaci Bosny a Hercegoviny. Západní část města nicméně připadla k Republice srbské jako separátní obec (opština) s názvem Jezero.

## Obyvatelstvo
Jajce patřilo vždy k menším městům na území Bosny a Hercegoviny, značnou roli v tomto faktu sehrála jeho prostorová dispozice a relativně hornaté okolí. V roce 1961 žilo na území města Jajce 6853 osob, roku 1971 potom 9127, v roce 1981 11981 a v roce 1991 celkem 13 579 lidí.
V roce 2013 se ve sčítání lidu přihlásilo 48,6 % obyvatelstva općiny Jajce k bosňácké národnosti a 46,06 % k chorvatské. Podíl Srbů činil 1,8 %; před válkou v 90. letech se pohyboval okolo 20 % obyvatelstva.

## Ekonomika
Jajce leží stranou hlavních dopravních tahů. Kříží se zde silniční tahy, které vedou údolím řeky Vrbas (z Banja Luky směrem na Bihać a Bugojno).
Ekonomický potenciál místních dvou řek využívají dvě vodní elektrárny, vybudované v letech 1954 a 1957. V blízkosti města se nacházejí naleziště sádrovce a také bauxitu. Bauxit se v okolí města těží (důl byl otevřen roku 1959). V rámci industrializace Bosny a Hercegoviny po druhé světové válce byl rozvíjen průmysl i ve městě Jajce. Byla zde zbudována továrna na výrobu hliníkových dílů a továrna na zpracování kovů a chemických sloučenin. Sídlil zde podnik Elektrobosna a Energoinvest. Továrny (jedna z nich se nacházela i na znaku Bosny a Hercegoviny) vznikaly především v údolí řeky Vrbas.

## Turistika
V Jajce i jeho okolí se nachází řada kulturních památek a turisticky atraktivní lokality, jako např. jezera nebo hory. Nejnavštěvovanějším místem je nicméně symbol města; vodopád řeky Plivy, které se vlévá do Vrbasu. Je vysoký 27 m, pohled na něj je k dispozici z několika vyhlídkových plošin. Původně byl vodopád mnohem vydatnější, po výstavbě vodní elektrárny průtok řekou Plivou poklesl. Navštěvovaná jezera v okolí jsou velké a malé plivské jezero s typickými mlýnky a okolním parkem. Jezera jsou rovněž známá i díky mistrovství světa v kanoistice, které se zde uskutečnilo v roce 1963.
Mezi další zajímavé stavby v Jajce patří pozůstatek předkřesťanského chrámu boha Slunce Mithry, dále třípatrová věž Sv. Lukáše, resp. Medvjed kula, katakomby pod městem, Sultánova mešita, muzeum AVNOJe, první dům tiskové agentury TANJUG a další. Historické centrum města bylo sice různě přestavováno, vzniklo však původně v 15. století. Obnovováno bylo ještě v době existence socialistické Jugoslávie, jeho rozsáhlá oprava se uskutečnila po válce v 90. letech 20. století.
V roce 1979 zamýšlelo tehdejší vedení města zapsat pevnost v Jajci s historickým centrem na seznam kulturních památek UNESCO. Nominace byla předložena v roce 2009, nicméně později ji zástupci města stáhli.

## Doprava
Město po zrušení úzkorozchodné trati v Bosně ztratilo napojení na železniční síť. Hlavní dopravní obslužnost je prosto zajištěna několika silnicemi, a to ze směrů od měst Mrkonjić Grad, Banja Luka a Bugojno.

## Sport
V Jajce působí sportovní týmy:
- NK Elektrobosna
- RK Jajce
- NK Maestral '95
- NK Jajce
- KK Vodopad
- KKV Jajce
- Auto moto klub Jajce
- Sportovní auto moto klub Komotin

## Známí rodáci
- Mato Jajalo (narozen 1988), profesionální fotbalista
- Irfan Skiljan, autor programu IrfanView
- Hrvoje Vukčić Hrvatinić
- Nikola Šop
- Hasija Borić
- Dubravko Lovrenović
- Aldin Popaja
- Aldin Kurić
- Gordan Firić
- Denis Bahtijarević
- Danka Damjanović
- Ilija Sivonjić

## Partnerská města
- Alaçatı
- Hallsberg
- Ottensheim
- Piacenza
- Virovitica
- Zenica